# Ивакин, Ярослав Игоревич
Яросла́в И́горевич Ива́кин (род. 22 июля 1998, Муром, Владимирская область) — российский футболист, полузащитник.

## Биография
В шесть лет начал заниматься в секции футбола в ФК «Муромец» у тренера Юрия Ивановича Гуреева. С лета 2010 — в егорьевском «Мастер-Сатурне», где провёл шесть лет, играл в первенстве Московской области и первенстве России. В 2016 году перешёл в тульский «Арсенал». В молодёжном первенстве дебютировал 30 июля в гостевом матче первого тура против «Спартака» (0:2). В сезонах 2016/17 и 2017/18 сыграл 56 матчей, забил 14 мячей. На сборах в январе — феврале 2018 года сыграл в четырёх матчах за основной состав. В чемпионате дебютировал 13 мая 2018 в домашнем матче последнего тура против «Локомотива» (2:0).
Закрепиться в основном составе «Арсенала» Ивакину не удалось, и с 2019 года полузащитник играл в дочерних командах клуба. В апреле 2021 года получил тяжёлую травму колена.
Зимой 2023 года «Енисей» заключил контракт с Ивакиным до конца сезона 22/23 с опцией продления еще на один сезон.